# Д’Аржансон, Марк Пьер де Войе де Пальми
Марк Пьер де Войе де Пальми граф д’Аржансон (в другом переводе д’Арженсон, фр. Marc-Pierre de Voyer de Paulmy comte d’Argenson; 16 августа 1696, Париж, Франция — 22 августа 1764 Париж, Франция) — французский государственный и культурный деятель, военный министр при Людовике XV, почетный академик, президент французской Королевской академии наук сын Марка Рене д’Аржансона, первого из маркизов д’Аржансон, брат маркиза Рене-Луи.

## Биография

### Детство

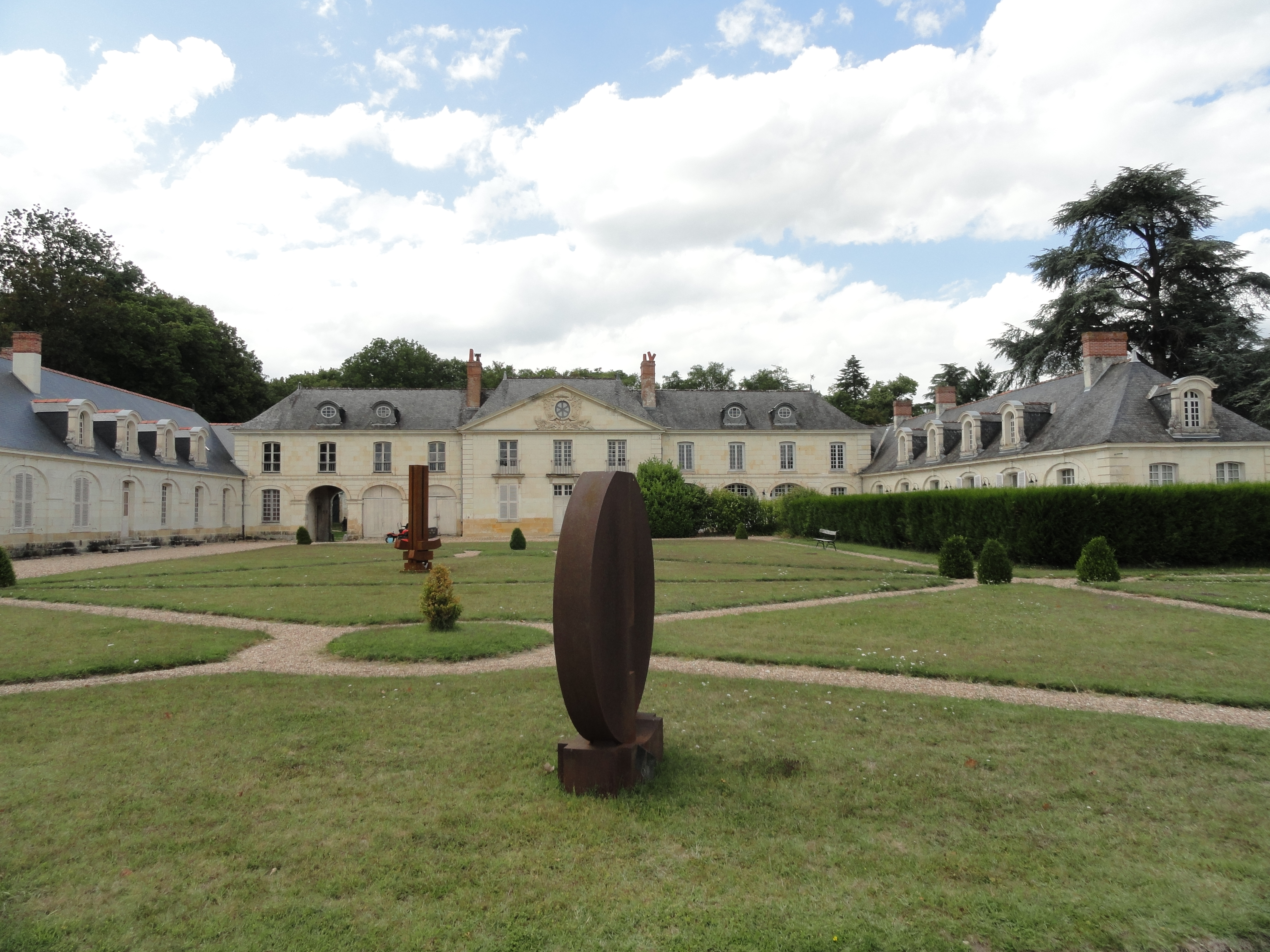
Замок Ormes — собственность Марка Пьера д’Аржансона. Современный вид.

Марк Пьер д’Аржансон родился 16 августа 1696 года в семье маркиза Марка Рене д’Аржансона и Marguerite Le Fèvre de Caumartin. Он был третьим и последним ребёнком в семье. Марк Пьер появился на свет в парижском доме на Rue Vieille-du-Temple, куда его отец только что переехал с семьей . Дом принадлежал дяде Марка Пьера. У него были брат — Рене Луи в будущем известный государственный деятель, министр иностранных дел при Людовике XV (1744—1747) и сестра Кэтрин-Маргерит.
Род д’Аржансон оставил заметный след в истории Франции. Прадед Марка Пьера — Рене I, был судебным приставом, а также послом в Венеции, его дед Рене II — статским советником, и также послом в Венеции. Отец, Марка Пьера — Марк Рене через 6 месяцев после его рождения был назначен генерал-лейтенантом полиции (1696 г.), а позже, в 1718 году министром юстиции Франции.
Марк-Пьер был крещён в приходской церкви Saint-Paul-au-Marais. Имя по традиции в семье давалось в честь предков, один из них по имени Марк служил в посольстве в Венецианской республике.
Личности родителей хорошо известны. Отец отличался строгостью, холодностью и честолюбием, а также образованностью и бесконечным остроумием. Как главный полицейский Франции он заслужил ненависть народа и заработал много врагов, впрочем к семье он относился с теплом и уважением. Мать отличалась добротой и духовностью. Личности детей во многом унаследовали характер своих родителей. В 1709 году братьев, уже в достаточно зрелом для того времени возрасте, отдают на воспитание в иезуитский коллеж Луи Великого, в котором они по настоянию отца и деда изучают право. Одним из их одноклассников являлся Вольтер, по словам которого они в колледже учились «латыни и всяким глупостям». Знакомство с Вольтером сыграет свою — немаловажную роль не только в жизни самого Марка Пьера, но и в культуре Франции той эпохи в целом.

### Начало карьеры
По окончании колледжа в 1717 году в возрасте 21 года он выбирает юридическую деятельность и становится адвокатом короля в Grand Châtelet — парижской крепости, известной своими штаб-квартирой полиции, подземельем и первым моргом в столице. Подобные достопримечательности мало подходили для аристократического потомка и он не счёл нужным долго задерживаться на месте своей первой работы. Но сначала он женится. 24 мая 1719 года его супругой становится Анн Ларше (Anne Larcher) (1706—1754). Она была дочерью чрезвычайно богатого советника парламента, Пьера Ларше, сеньора de Pocancy, одного из самых древних и уважаемых родовитый семей Франции. Вскоре у них появляется первый сын — Марк Рене (1722—1782), маркиз Вуаер, граф д’Аржансон а затем и второй сын.
В возрасте 24 лет он, при непосредственном содействии своего влиятельного отца, становится его преемником на посту генерал-лейтенант полиции в Париже, однако он занимает этот пост всего пять месяцев (с 26 января по 30 июня 1720 г.). Затем он получает должность интенданта Турени, а 2 января 1724 года назначается статским советником. В 1721 году умирает его отец и Марк Пьер лишается отцовского покровительства. Однако незадолго до этого отец успевает познакомить сына с Филиппом II, герцогом Орлеанским, которому он длительное время оказывал всяческую поддержку. Связи отца «по наследству» передались сыну и он занимается устройством финансов герцога, причем весьма успешно. Тем самым Марк Пьер приобретает нового влиятельного покровителя.

### Канцлер Филиппа Орлеанского
Это работа не столь престижна, чем должность генерал-лейтенанта, но она имеет свои плюсы. Герцог Орлеанский постоянно встречается с д’Аржансоном. Они работают по несколько дней в неделю вместе. Наконец, д’Аржансон переезжает в роскошный особняк примыкающий к Пале-Рояль (Palais-Royal), ранее занимаемый кардиналом Дюбуа. Вскоре не проходит и дня, чтобы Филипп Орлеанский, обошёлся без Марка Пьера, что свидетельствует о доверии к нему. Однако и герцог вскоре умирает, и карьерный рост Марка Пьера замедляется. В течение полутора десятков лет он работает управляющим у сына Филиппа Орлеанского — Людовика де Бурбона, герцога Орлеанского (1703—1752), с 24 сентября 1723 до 1740 года, продолжая занимать должность канцлера герцога, а также главы его совета и начальника финансов. Карьерный рост Марка Пьера постепенно переходит из политической в культурную сферу.
Он становится: почётным членом Академии наук 24 августа 1726, избирается и переизбирается Вице-президентом академии наук в 1730 году, 1737, 1738, 1740, 1742 и 1753. Президентом Королевской академии наук в 1731, 1741 и 1754, Президентом Большого совета (1739). Он также принимает непосредственное участие в создании философского салона с участием Гийома Амфри де Шольё и Вольтера, предоставляя им свою библиотеку, часть которой с письмами и архивом сохранилась до наших дней. Сотрудничает с канцлером д’Агессо. в создании его гражданских законодательных трудов.

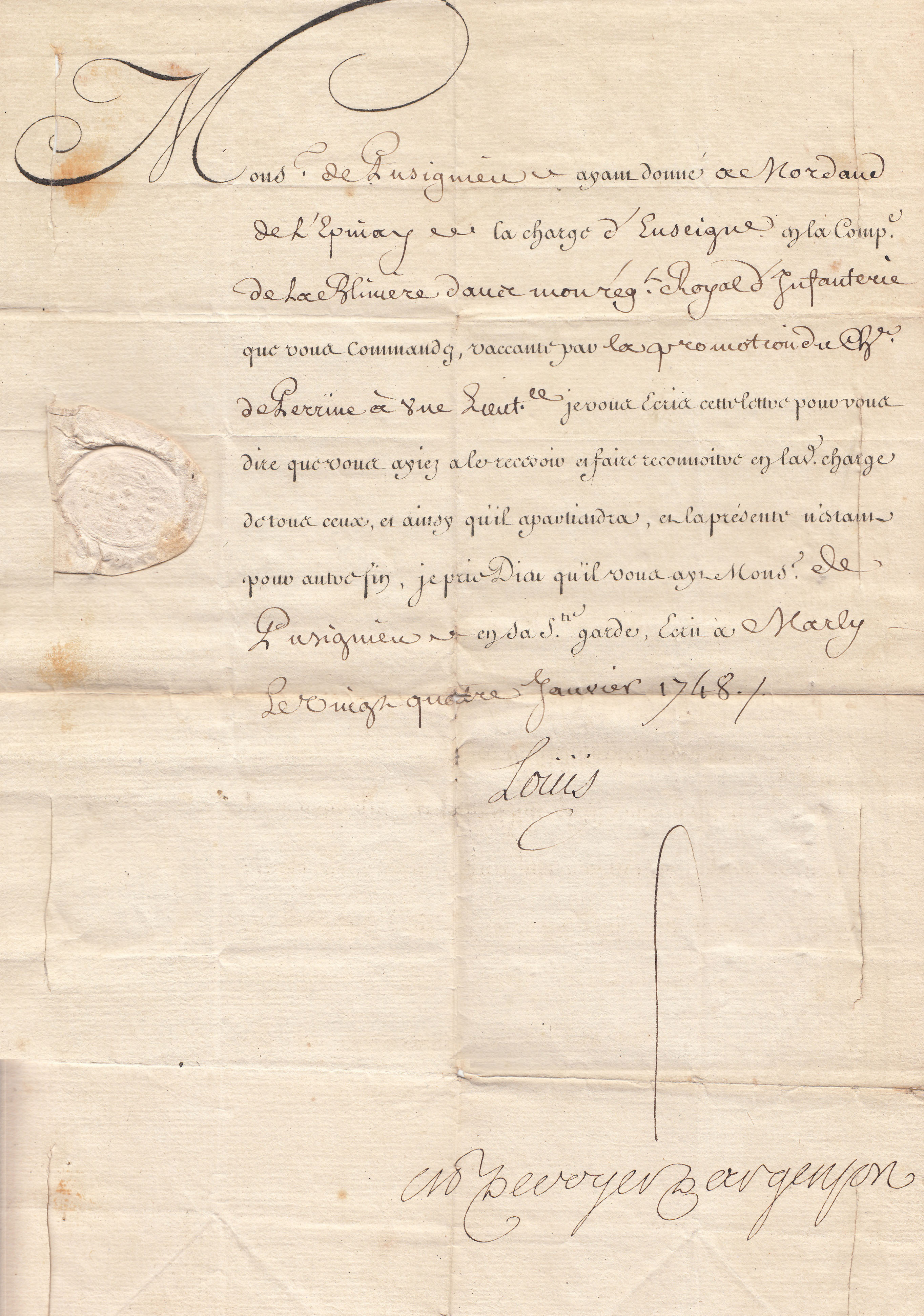
Письмо Людовика XV, заверенное военным министром Марком Пьером д’Аржансона (назначение в пехотном полку). 24 января 1748 года

В 1728 году завершается разводом семейный конфликт с Anne Larcher.
В 1729 году d’Argenson покупает у братьев Pussort земли Ormes, сделав их своей родовой вотчиной. В последующем они перейдут по наследству к его сыну Марку-Рене де Voyer d’Argenson (1722—1782), внуку Марк-Рене-Мари д’Аржансон, вплоть до последнего владельца семейства — маркиза Шарля-Марка-Рене де Войе д’Аржансон (1975).
Новое восхождение по карьерной лестнице начинается в 1737 году когда кардинал Флери назначил его главным цензором Франции. В должности директора цензуры книг он проявил себя в качестве достаточно либерального политика, заработав тем самым одобрительные отзывы писателей, что в целом было не свойственно в правление Людовика XV. Однако на этом посту он находился всего в течение года. В ноябре 1738 года он становится президентом Большого Совета, а в августе 1740 — интендантом Парижа.

### Военный министр
7 января 1743 года умирает военный государственный секретарь François Victor Le Tonnelier de Breteuil. Его преемником Людовик XV назначает Марка Пьера д’Аржансона. Перед новым военным министром стоит непростая задача. В 1740 году умирают Фридрих Вильгельм I король Пруссии, и император Карл VI. Эти две смерти нарушили баланс сил в Европе. Континент пребывает в чреде непрерывных войн. Франция, участвующая в войне за австрийское наследие потерпела ряд чувствительных поражений и поспешно отступала от Праги. Марк Пьер в тесном сотрудничестве с командующим французской армией — маршалом Морицем Саксонским решается на ряд военных реформ. Он возрождает институт ополченцев, решает множество вопросов связанных с набором, формой, питанием, дисциплиной в армии и т. д. Весной 1744 года французская армия смогла возобновить наступление в Нидерландах, Германии и Италии, и в следующем 1745 году Франция выиграла битву при Фонтенуа. Примечательно, что в саму битву наблюдали сам король Людовик XV и военный министр Марк Пьер д’Аржансон. Участие первых лиц государства способствовало привлечению дополнительных резервов. В ходе боя свите короля угрожала опасность, однако фортуна склонилась на сторону французов. Далее последовал целый ряд успешных операций французской армии. Марк Пьер находится в зените славы.
После подписания мирного договора он продолжает заниматься военными реформами. За образец он принимает прусскую армию. Под его руководством основывается Королевская инженерная школа в Мезьере, вводится единый стандарт для орудий, формируются отдельные полки гренадеров, создается Королевский институт по подготовке гренадеров (1744), реформируются военные больницы (1746—1747), указом от 1 ноября 1751 предоставляются патенты всем дворянам, имеющим звание генерала, создаётся институт военных лагерей (1753—1755) и т. д.
Кроме должности военного министра в обязанность Марка Пьера входит надзор за печатью, наблюдение за почтовой администрацией и управление общим имуществом Парижа. Кроме этого он был ответственным за обустройство Елисейских полей и благоустройством Площади Согласия (бывшая площадь Людовика XV), проводимых в 1755 году под руководством архитектора Анж Жак Габриэля. Чуть позже на площади будут обезглавлены король Людовик XVI и королева Мария-Антуанетта, а позднее — Дантон и Робеспьер.
В 1751 году принимается решение о создании Военной школы для 500 мальчиков из обедневших аристократических семей. Марк Пьер от имени государства покупает обширную площадь для школы и прилегающих земель. Он занимается её обустройством территории перед зданием новой школы, получившей название Марсового поля. Эту площадь предполагается использовалась как военный плац и для парадов.
В качестве надзирателя за печатью Марк Пьер прославился тем, что вопреки прежним либеральным взглядам, отдал приказ арестовать Дидро, после ряда его публикаций, включая «Письма о слепых в назидание зрячим». 23 июля 1749 года полиция арестовала Дидро и препроводила его в Венсенскую тюрьму. Непосредственной причиной ареста послужила, критика Дидро католического духовенства. Впрочем, 3 ноября того же года Дидро выпускается под наблюдением после заступничества перед Марком Пьером д’Аржансоном книготорговцев, ссылающихся на серьезный ущерб для их бизнеса и делу создания французской энциклопедии. Арест продолжался сорок дней. Позже, в сентябре 1774 года, Дидро с горечью напишет российской императрице Екатерине II о «министре (графе д’Арженсоне), который лишил меня свободы…». Как только Дидро оказался на свободе, он снова принимается за свою «Энциклопедию». Несмотря на этот эпизод жизни Дидро он и Даламбер свою энциклопедию посвящают именно ему — Марку Пьеру д’Аржансону.

### Отставка
Марк Пьер д’Аржансон не забывает и о своих родственниках. Он устраивает на пост министра иностранных дел своего брата, маркиза д’Аржансона, его сын Марк Рене (1722—1782) получает чин королевского шталмейстера, а его племянник Марка Антуана Рене становится военным комиссаром. Семья д’Аржансоны становится влиятельным игроком на французской внутриполитической арене. Это вызывает зависть конкурентов. Среди них фаворитка короля Маркиза де Помпадур, имевшая огромное влияние на государственные дела, министр юстиции Жан-Батист де Машо д'Арнувиль и др.
С возрастом у Марка Пьера д’Аржансона обостряется хроническая подагра, да и управление военными делами даётся всё труднее. Семилетняя война и военные неудачи на американском континенте — весомый козырь его противников. Марк Пьер вынужден вести изнурительную внутриполитическую борьбу, не пренебрегая мелким шпионажем и шантажом соперника. 5 января 1757 года Дамьен совершает покушение на короля Людовика XV. Вскоре после этого, 1 февраля 1757 года Марк Пьер д’Аржансон отправлен в отставку. Он покидает Париж и селится в своём замке Château des Ormes. С момента своего изгнания он жил в обществе учёных и философов. Вольтер, Шарль Жан Франсуа Эно и Жан Франсуа Мармонтель открыто навещают изгнанника в его замке.
Своему другу, Вольтеру, он оставляет материалы для его «Век Людовика XV» («Siècle de Louis XIV»). Вольтер с благодарностью написал: «Эта книга принадлежит вам». После смерти мадам де Помпадур он получает разрешение вернуться в Париж и 22-го августа 1764 года умирает спустя всего нескольких дней после своего возвращения. Он был похоронен в церкви Saint-Nicolas-du-Chardonnet в Париже.